# Самсон бен-Авраам из Санса
Самсон бен-Авраам из Санса (ивр. ר׳ שמשון משאנץ‎; известен под аббревиатурами «RaSCH» и «RaSCHBa»; род., по всей вероятности, в Фалезе (Кальвадос) ок. 1150 г., ум. в Акре ок. 1230 г.) — выдающийся французский тосафист. Его комментарии к Талмуду (тосафот), отредактированные рабби Элиезером из Тука, легли в основу всех тосафот, на которых базировалась средневековая интерпретация Талмуда. Выдающийся авторитет своего времени, к которому обращались за разъяснениями религиозных и ритуальных вопросов, и решения которого большей частью вошли в французский ритуал и отчасти в ашкеназский.

## Биография
Внук рабби Самсона бен-Иосиф из Фалеза. Отец Самсона, рабби Авраам, по свидетельству рабби Меира Абулафии, был щедрым благотворителем. Самсон учился сначала в раввинской академии в Труа под руководством Раббену Тама и рабби Давида из Мюнценберга, находившегося тогда в Труа, a затем занимался в Дампьере под руководством рабби Исаака бен-Самуил. После смерти последнего Самсон основал раввинскую академию в Сансе, ставшую крупным центром раввинской учёности в северной Франции.
К Самсону из Санса, как выдающемуся авторитету своего времени, обращались за разъяснениями религиозных и ритуальных вопросов, и его решения большей частью вошли в французский ритуал и отчасти в ашкеназский. В этих решениях он обнаруживал терпимость и большую самостоятельность, часто выступая против решений своих учителей Раббену Тама и Исаака бен-Самуил. И лишь по отношению к караимам Самсон из Санса выказал нетерпимость, приравнивая их к язычникам, с которыми нельзя пить вино.
Принял участие в борьбе, возгоревшейся около 1205 года между антимаймонистами и маймонистами (последователями Маймонида), и состоял в оживлённой переписке с рабби Меиром Абулафией.
Вследствие преследования евреев папой Иннокентием III (1198—1216) около 1211 года Самсон из Санса — во главе 300 раввинов из Франции и Англии — эмигрировал в Палестину; жил некоторое время в Иерусалиме, затем поселился в Акре, где и умер около 1230 года. Был похоронен y подножия горы Кармель.

### Семья
Брат Самсона — Исаак бен-Авраам из Дампьера, также выдающихся тосафист XIII века и литургический поэт.
Сын — рабби Яков, похоронен y подножия горы Фавор. Внук — рабби Соломон (жил в Акре ок. 1260 г.), известен как видный авторитет своего времени.

## Труды
Кроме тосафот к Талмуду, Самсон из Санса написал:
- комментарий к Сифра (опубликован по рукописи Бодлеянской библиотеки; Варшава, 1866);
- комментарий к трактатам Мишны, не имеющим Гемары в вавилонском Талмуде (к отделам Зераим и Тогорот, за исключением трактатов Берахот и Нидда). В нём он часто ссылается на рабби Натана бен-Иехиеля из Рима и Раши, но совершенно не упоминает ο комментарии к Мишне Маймонида; по-видимому, комментарий последнего ему не был известен. Комментарий Самсона был издан по первоначальной версии; вторая версия комментария, обработанная самим Самсоном из Санса, осталась в рукописи.[3]

По свидетельству Якова Аббаси (Аббаси; Jacob ben Aksai), Самсон из Санса написал комментарий к «Шекалим», «Эдуиот», «Мидот» и «Кинним». Также автор литургических поэм.
Изданные под заглавием «Edut Neemanah» (Дессау, 1863) тосафот к «Эдуиот» ошибочно приписаны Самсону из Санса, как и комментарий к Пятикнижию.